# Dworzyszcze (rejon miński)
Dworzyszcze (biał. Дворышча, ros. Дворище) – wieś na Białorusi, w obwodzie mińskim, w rejonie mińskim, w sielsowiecie Szerszuny.